# Амафунтское викариатство
Амафу́нтская епископи́я (греч. Επισκοπή Αμαθούντος) — титулярная епархия Кипрской православной церкви. Известна благодаря святителю Тихону, память которого празднуется 16 июня. Другими святыми епископата являются святой Феопомп и святой Мнемоний. Развалины древнего Амафунта находятся в пригороде Лимасола.

## История
Первый епископ Амафунта Аристоклиан был поставлен апостолами Павлом и Варнавой. За ним последовали Мнемоний и Тихон. Четвёртым епископом был Илиодор, который также принимал участие в Четвёртом вселенском соборе. За ним последовал Феодосий, а затем Дионисий, который участвовал в Иерусалимском соборе в 563 году. Восьмым епископом был Александр, а следующим известным является некий Иоанн, живший в XII веке, а последним из этой эпохи является Феодул. В конце VII века в результате нападений арабов Амафунт окончательно запустел. Во время франкского правления Лимассольский епископ перенёс свою резиденцию в Лефкару из-за разрушения города и носил титул епископа Амафунта и проэдра Немесоса и Куреона. После франкской оккупации Амафунтская епархия вошла в состав Китиской епархии (когда вместо 14 епархий стало 4).
В 1962 году, по предложению митрополита Китийского Анфима (Махериотиса) для помощи ему в управлении его епархией, на территории которой находились такие большие города, как Ларнака и Лимасол, был назначен хорепископ Амафунтский. Архимандрит Каллиник (Махериотис), был рукоположён во епископа Амафунтского и служил в этом качестве до 1973 года. В 1973 году была создана Лимасольская митрополия; её епископ носит титул митрополита Лимассольского, проэдра Амафнутского и Коурийского.
22 мая 2007 года по предложению митрополита Лимасольского Афанасия (Николау) Священным Синодом Кипрской православной церкви архимандрит Николай (Тимиадис) был единогласно избран хорепископом Амафунтским. Его архиерейская хиротония состоялась 10 июня того же года.

## Епископы
- 19 августа 1962 — 18 июля 1993 — Каллиник (Махериотис)
- c 10 июня 2007 года — Николай (Тимиадис)